# Нейрегулин-1
Нейрегулин-1 (англ. Neuregulin 1; NRG1) — белок, отличающийся обилием изоформ и выполняемых в организме функций. Структура белка определяется одноименным геном (NRG1), расположенным на 8-й хромосоме. Помимо нейрегулина-1, существуют белки нейрегулин-2, нейрегулин-3 и нейрегулин-4, кодируемые генами NRG2, NRG3 и NRG4 и объединяемые в семейство нейрегулинов. Изоформы нейрегулина-1 являются наиболее исследованными и многочисленными белками этого семейства. Они выполняют множество функций в ходе эмбриогенеза, участвуя в развитии сердца, дифференциации шванновских клеток и олигодендроцитов и в других процессах нейронального развития; они также задействованы в создании нервно-мышечных синапсов. Обнаружена предположительная способность нейрегулина-1 защищать мозг от последствий инсульта, а также вероятная связь гена NRG1 с развитием шизофрении. Нейрегулин-1 активирует рецепторы семейства ErbB.
Разнообразием своих изоформ нейрегулин-1 обязан альтернативному сплайсингу РНК. К 2004 году было известно 6 типов белков, пронумерованных римскими цифрами от I до VI. Первые три типа нейрегулинов имеют собственные имена:
- Type I NRG1 — Heregulin, NEU differentiation factor (NDF), или acetylcholine receptor inducing activity (ARIA)
- Type II NRG1 — Glial Growth Factor-2 (GGF2);
- Type III NRG1 — Sensory and motor neuron-derived factor (SMDF);

Остальные три типа идентифицированы в 2004 году и собственных имен не имеют.

## История открытия и исследований
Протоонкоген NEU/ERBB2 кодирует синтез молекулы, тесно связанной с рецептором эпидермального фактора роста — EGFR (англ. Epidermal growth factor receptor). Изначально NEU был идентифицирован как доминантный трансформирующий ген в опухолях периферической нервной системы, вызванных трансплацентарным воздействием N-этилнитрозилмочевины на эмбрионы крыс. Период восприимчивости NEU к канцерогенезу, приходящийся на середину срока беременности, совпадал с периодом экспрессии этого гена в нервной системе, что позволяло предположить существование эндогенного лиганда, активирующего NEU на определённой стадии развития. Этот лиганд, получивший название херегулин (англ. heregulin, он же Type I NRG1), гликопротеин массой 44 килодальтона (кДа), был описан Holmes et al. в 1992 году. Были обнаружены сплайс-варианты белка heregulin, названные «бета-херегулины».
В 1997 году, Meyer et al отметил, что альтернативный сплайсинг гена NRG1 дает три основных изоформы белка нейрегулин с различными доменными структурами. Было установлено, что все нейрегулины имеют EGF-подобный домен.
В 2004 году при анализе комплементарных ДНК тканей взрослого и зародышевого человеческого мозга были идентифицированы 10 новых сплайс-вариантов NRG1. Трём из обнаруженных белков, имеющим оригинальные N-окончания, были присвоены названия NRG1 Type IV, NRG1 Type V, NRG1 Type VI.
К ноябрю 2005 года было опубликовано 13 исследований, связывающих 6 однонуклеотидных полиморфизмов гена NRG1 с риском развития шизофрении. Мета-анализ этих исследований подтвердил связь гена с заболеванием.

## Роль в заболеваниях
Существуют весомые свидетельства того, что NRG1 является всего лишь одним из множества генов, участвующих в патогенезе шизофрении. Связанный с повышенным риском заболевания гаплотип deCODE (Icelandic) был идентифицирован Стефансоном et al. в 2002 году на 5’-концевой последовательности гена. В 2006 году была обнаружена связь входящего в гаплотип deCODE аллеля SNP8NRG243177 с повышенной экспрессией белка нейрегулин-1 тип 4 (Type IV NRG1) в тканях мозга у больных шизофренией.
В одном исследовании 2243 здоровых рекрутов отмечается ассоциация двух полиморфизмов гена NRG1 со сниженными показателями плавного слежения за движущимися предметами. Нарушенное движение глаз при отслеживании движущихся предметов — один из предположительных эндофенотипов шизофрении.
Наиболее вероятно, что этот белок связан именно с ростом синаптических связей нейрона.